# Політехніка (Тімішоара, 2012)
ССУ «Політехніка» (Тімішоара) (рум. SSU Politehnica Timișoara) — румунський футбольний клуб з міста Тімішоара, заснований 1921 року. Домашні матчі приймає на стадіоні «Дан Пелтінішану», потужністю 32 972 глядачів.

## Історія
2012 року футбольний клуб «Політехніка Тімішоара», утворений 1921 року, був розпущений. Щоб місто не залишилося без футбольної команди, мер Ніколае Робу вирішив перенести команду «Рекаш» до Тімішоари та перейменувати її в «Полі Тімішоара», заявившись одразу до другого дивізіону. Втім фани «Політехніки» назвали це простим політичним ходом і, не погоджуючись з переходом «Рекаша», вирішили сформувати нову аматорську команду АСУ «Політехніка» (Тімішоара), яку заявили до п'ятого дивізіону. Хоча це команда не стала правонаступником історичного клубу, заснованого в 1921 році, це єдина команда, яку фани вважають продовжувачем духу біло-фіолетових кольорів Тімішоари.
У своєму першому сезоні «Політехніка» посіла друге місце в сезоні 2012/13 Ліги V і вийшов до Ліги IV. Там «Політехніка» знову посіла друге місце, але на цей раз не підвищилась у класі. І лише наступного року вигравши та плей-оф, команда була підвищена до Ліги ІІІ. У третьому дивізіоні «Політехніка» теж не затрималась, вигравши її у сезоні 2015/16. З 2016 року «Політехніка» стала середняком другого дивізіону.

## Статистика виступів
| Сезон   | Рівень | Дивізіон | Місце    | Кубок Румунії |
| ------- | ------ | -------- | -------- | ------------- |
| 2020–21 | 2      | Ліга II  | TBD      |               |
| 2019–20 | 2      | Ліга II  | 11       | 4 раунд       |
| 2018–19 | 2      | Ліга II  | 10       | 1/16 фіналу   |
| 2017–18 | 2      | Ліга II  | 7        | 1/16 фіналу   |
| 2016–17 | 2      | Ліга II  | 15       | 1/16 фіналу   |
| 2015–16 | 3      | Ліга III | 1 (C, P) |               |
| 2014–15 | 4      | Ліга IV  | 1 (C, P) | 2 раунд       |
| 2013–14 | 4      | Ліга IV  | 2        |               |
| 2012–13 | 5      | Ліга V   | 2 (P)    |               |